# Walkin' with J
Walkin' With J è un EP del gruppo musicale norvegese Motorpsycho, pubblicato nel 1999.

## Tracce
1. Walkin' With J (4:01)
2. Junkfood Mailbomb (3:35)
3. Captain Geebheart (3:17)
4. KR-3 (parts 1+2) (4:59)
5. Abendspaziergang (2:18)

## Formazione
- Bent Saether / voce, basso, chitarre, batteria, percussioni, piano rhodes, wood blocks, mini moog, piano, harmonium
- Hans Magnus Ryan / chitarre, voce, clavinette, basso, violini, mandolino
- Haakon Gebhardt / batteria, voce, percussioni, zither, chitarre, piano

e con:
- Helge Sten / drum machine
- Baard Slagsvold / piano, rhodes, seconde voci
- Ole Henrik Moe / violini, gong
- Kristin Karlsson / violino
- Kristin Skjölaas / violino
- Einy Langmoen / viola
- Kjersti Rydsaa / cello
- Arne Frang / sax tenore
- Jörgen Gjerde / trombone
- Erlend Gjerde / tromba
- Helge Sunde / trombone
- Tone Reichelt / corno
- Arve Henriksen / tromba, mellophone